# Lauro de Freitas
Pour les articles homonymes, voir Lauro (homonymie).
 (août 2024).
Si vous disposez d'ouvrages ou d'articles de référence ou si vous connaissez des sites web de qualité traitant du thème abordé ici, merci de compléter l'article en donnant les références utiles à sa vérifiabilité et en les liant à la section « Notes et références ».
Lauro de Freitas est une ville brésilienne du littoral nord de l'État de Bahia. Elle se situe par une latitude de 12° 53' 38" sud et par une longitude de 38° 19' 37" ouest, à une altitude de 30 mètres. Sa population était estimée à 184 383 hab en 2013. La municipalité s'étend sur 60 km2.

## Maires
| Période | Période | Identité       | Étiquette | Qualité |
| ------- | ------- | -------------- | --------- | ------- |
| 2009    | 2012    | Moema Gramacho | PT        |         |